# Juncus conglomeratus
Espèce
Statut de conservation UICN

 LC  : Préoccupation mineure
Juncus conglomeratus , le Jonc aggloméré est une plante herbacée de la famille des Joncacées.